# ジムボタン
『ジムボタン』は、ミハエル・エンデ（ミヒャエル・エンデ）著の児童文学『ジム・ボタンの冒険』を原作とするテレビアニメである。毎日放送とエイケンの共同製作。1974年10月4日から1975年3月28日までNET系列局で放送された。全26話。

## 概要
母を邪悪な魔神にさらわれ、恋人も小鳥にされるという悲劇に見舞われながらも挫けず、母を救うために戦う主人公のハードなドラマを描いている。原典の『ジム・ボタンの冒険』と違っていわゆるヒーローものの作品となり、大幅なアレンジが加えられている。

## ストーリー
どこかの海上に浮かぶ島「ナンデモランド」。そこに洋裁の達人である母ニーナと2人きりで住む少年ジム。ジムは正義感は強いが、暴れん坊で学校嫌いが玉に瑕。いつも学校をサボっては、発明家のルーカスが作った、笛で操る蒸気機関車「エマ」に乗せてもらっている。だが、ルーカスがエマを作ったのにはそれなりの理由があった。というのは、ナンデモランドの遥か北方の山奥に住み、ナンデモランドはおろか、世界中の人々を不幸のどん底に叩き込もうとする悪の帝王・魔神ドリンガーに対抗するためだったのだ。何事も無ければいいのだが…。
だが、その予感は的中した。ドリンガー軍団第1の刺客・海賊キャプテンキット（下半身が飛行海賊船となっている海賊）が部下ブラックを連れて、ナンデモランド上空に現れ、石化爆弾でルーカスを始めとするナンデモランドの大人達を石に変え、ブラックが魔法銃で子供達を動物に変え、ガールフレンドのポッコも小鳥になってしまった。さらにドリンガーはニーナの腕に目をつけ、ニーナに妖力を発生出来る服を作らせるべく、配下のコウモリ男爵にニーナをさらわせた。かくてジムは、自分の家に代々伝わるボタンを胸に、ポッコと自我を持つ機関車エマとともに、母親を取り戻すための旅に出る。だが行く手には、次々とドリンガー軍団の刺客が襲い掛かる。ジムは、ボタンを握り締めて発動する「ボタンパンチ」と、ボタンを投げつける「ボタンシュート」を武器とし、ドリンガー軍団の刺客と戦う。果たしてジムはドリンガーを倒し、母を助けることができるのか…?

## 声の出演
ジム
声 - 太田淑子
主人公。母・ニーナと二人暮らし。学校嫌いなわんぱく坊主だが、勇敢で正義感が強い。
母を誘拐してポッコを小鳥に変えた魔神ドリンガーを倒すべく、直前に付けてもらった武器と言うべきボタンを胸に、意志を持つようになった機関車エマで旅立つ。
ポッコ
声 - 松尾佳子
ジムのガールフレンド。子供を動物に変える魔法銃によって小鳥に姿を変えられる。
可愛く清楚だが芯も強く、自らジムの旅に同行する。
ドリンガー
声 - 観世栄夫
本編のラスボスと言える魔神。人々を不幸にしようと目論んでおり、ジムの母・ニーナをさらう。
ニーナ
声 - 北浜晴子
ジムの母。仕立て屋として女手ひとつでジムを育て上げた。優しく、芯の強い性格。
その洋裁の腕には定評があるが、それ故にドリンガーにつけ込まれ、誘拐されてしまう。

## 作品設定

### ジムの装備
ボタン
ジムの家の代々伝わるボタンで、付けている者の潜在能力を高める力がある。必殺技は、ボタンを握り締めてパンチを繰り出す「ボタンパンチ」と、ボタンを手裏剣の如く投げつける「ボタンシュート」の2つ。
笛
エマを呼ぶ時に使う。吹くと汽笛のような音がする。ルーカスが作った。
エマ
ルーカスが作った蒸気機関車。元は笛で動くだけの物だったが、ブラックがジムを機関車に変えようと発射した魔法銃の弾がうっかり命中し、自我を持つようになった。ジムの笛や叫びで動くほか、フロントからの火炎攻撃など、様々な能力を秘めている。

## スタッフ
- 原作（原案） - ミハエル・エンデ「ジムボタンの機関車大冒険」
- プロデューサー - 渡邊米彦、小野辰雄（エイケン）
- 総作画監督 - 角田利隆
- キャラクターデザイン（チーフアニメーター） - 小林勝利
- アートディレクター - 大隅敏弘
- チーフディレクター - おのきよし
- 音楽 - 越部信義
- 企画/制作 - 毎日放送、エイケン

## 楽曲

### 主題歌
これらを収録したレコードが日本コロムビアから、ソノシートが朝日ソノラマから発売された。
オープニングテーマ「ジムボタンの歌」
作詞 - 保冨康午 / 作曲・編曲 - 越部信義 / 歌 - 堀江美都子、こおろぎ'73
オープニングの映像は、第1話のハイライトシーン（ニーナがさらわれ、ポッコが鳥になる）を挿入したものと無いものの2種類がある。
エンディングテーマ「ポッコちゃんが好き」
作詞 - 保冨康午 / 作曲・編曲 - 越部信義 / 歌 - 堀江美都子

### 挿入歌
以下の楽曲は、1974年12月25日に日本コロムビアから発売されたLPアルバム『みんなとうたおうジムボタン』（品番 - KKS-4130）にオープニングテーマやエンディングテーマとともに収録されている。単独でのCD化はされていないが、堀江歌唱曲については『堀江美都子 歌のあゆみ2 はつらつ青春時代』（品番 - 72CC-3094〜6）に収録されている。「わが名は魔神ドリンガー」は『青春ラジメニア30周年記念アルバム　アニソン縦横無尽　ひねくれの帰還』でCD化
ジムボタン危機一髪
作詞 - 松岡清治 / 作曲・編曲 - 越部信義 / 歌 - 堀江美都子、こおろぎ'73
ナンデモランドはなつかしい
作詞 - 城山昇 / 作曲・編曲 - 越部信義 / 歌 - こおろぎ'73、コロムビアゆりかご会
ボタンを握って
作詞 - 港大介 / 作曲・編曲 - 越部信義 / 歌 - 堀江美都子、こおろぎ'73
ゴー！ゴー！エマ号
作詞 - 港大介 / 作曲・編曲 - 越部信義 / 歌 - こおろぎ'73
ポッコの空
作詞 - 辻真先 / 作曲・編曲 - 越部信義 / 歌 - 堀江美都子
きらい好き
作詞 - 松岡清治 / 作曲・編曲 - 越部信義 / 歌 - 堀江美都子
わが名は魔神ドリンガー
作詞 - 港大介、松岡清治 / 作曲・編曲 - 越部信義 / 歌 - こおろぎ'73
はやく人間にもどりたい
作詞 - 城山昇 / 作曲・編曲 - 越部信義 / 歌 - 堀江美都子
おれたちゃ走る
作詞 - 松岡清治 / 作曲・編曲 - 越部信義 / 歌 - こおろぎ'73
ママの夢
作詞 - 城山昇 / 作曲・編曲 - 越部信義 / 歌 - 堀江美都子

## 放映リスト
| 話 | サブタイトル                      | 脚本     | 演出       | 作画監督 | 放映日         |
| -- | --------------------------------- | -------- | ---------- | -------- | -------------- |
| 1  | 海賊キャプテンキッド参上!         | 辻真先   | りんたろう | 山岸弘   | 1974年 10月4日 |
| 2  | 機関車エマ号ばく進だ!             | 辻真先   | りんたろう | 国保誠   | 10月11日       |
| 3  | 怒りのボタンパンチ!!              | 松岡清治 | 高垣幸蔵   | 金子勲   | 10月18日       |
| 4  | 命中! 燃えるボタンシュート!       | 城山昇   | りんたろう | 角田利隆 | 10月25日       |
| 5  | 危うし! 死刑台のジム              | 平谷寿敏 | 山田勝久   | 兼森義則 | 11月1日        |
| 6  | エマ号連結体あたり作戦            | 辻真先   | 高垣幸蔵   | 小林勝利 | 11月8日        |
| 7  | 砂漠のニセ巨人                    | 城山昇   | 小林三男   | 國保誠   | 11月15日       |
| 8  | 妖怪サタンをやっつけろ!           | 松岡清治 | 佐々木皓一 | 石黒育   | 11月22日       |
| 9  | ドリンガー城のひみつはなに?       | 平谷寿敏 | りんたろう | 金子勲   | 11月29日       |
| 10 | 魔法のブーメランがとぶ!           | 吉田喜昭 | 福原悠一   | 角田利隆 | 12月6日        |
| 11 | がんばれエマ号追跡だ!             | 松岡清治 | 小林三男   | 山岸弘   | 12月13日       |
| 12 | ポッコの大ピンチ!                 | 松元力   | 山田勝久   | 兼森義則 | 12月20日       |
| 13 | 馬人ダマカスをだませ!             | 城山昇   | 小林三男   | -        | 12月27日       |
| 14 | はばたけ白鳥! ジムの国へ          | 松岡清治 | 矢沢則夫   | 金子勲   | 1975年 1月3日  |
| 15 | 謎のゆうれい船                    | 平谷寿敏 | 佐々木皓一 | 石黒育   | 1月10日        |
| 16 | 涙のボタンパンチ!                 | 松元力   | 矢沢則夫   | 角田利隆 | 1月17日        |
| 17 | のびろよ! のびろ! 高い鼻          | 吉田喜昭 | りんたろう | 山岸弘   | 1月24日        |
| 18 | ゴー! ゴー! エマ号大脱走          | 城山昇   | 山田勝久   | 兼森義則 | 1月31日        |
| 19 | 海賊キャプテンキッド空中戦        | 辻真先   | りんたろう | 國保誠   | 2月7日         |
| 20 | ポッコの魔法が解けた?             | 松元力   | 鳥居宥之   | 金子勲   | 2月14日        |
| 21 | 不思議な人形つかい                | 平谷寿敏 | 佐々木皓一 | 石黒育   | 2月21日        |
| 22 | エマ号の激流つな渡り              | 吉田喜昭 | 鳥居宥之   | 角田利隆 | 2月28日        |
| 23 | こうもり男爵の最後                | 松岡清治 | 矢沢則夫   | 山岸弘   | 3月7日         |
| 24 | ドリンガー城へ全速前進!           | 平谷寿敏 | 山田勝久   | 兼森義則 | 3月14日        |
| 25 | でてこい! 魔人ドリンガー          | 城山昇   | 鳥居宥之   | 國保誠   | 3月21日        |
| 26 | 死闘! ジム対ドリンガー最後の対決! | 平谷寿敏 | 鳥居宥之   | 金子勲   | 3月28日        |

参考 - 「記憶のかさブタ」サイト

## 放送局
- 毎日放送（製作局）：金曜 19:00 - 19:30
- NETテレビ（現・テレビ朝日）：金曜 19:00 - 19:30
- 北海道テレビ：金曜 19:00 - 19:30
- 青森テレビ：木曜 18:00 - 18:30[2]
- テレビ岩手：日曜 9:00 - 9:30[3]
- 秋田放送：火曜 17:20 - 17:50[4]
- 山形放送：木曜 16:30 - 17:00（1975年3月まで）→ 木曜 17:00 - 17:30（1975年4月から）[5]
- 宮城テレビ：日曜 8:00 - 8:30[6]
- 新潟総合テレビ：月曜 17:20 - 17:50[7]
- テレビ静岡：火曜 18:00 - 18:30[4]
- 信越放送：水曜 17:15 - 17:45[8]
- 富山テレビ：木曜 18:00 - 18:30[9]
- 石川テレビ：月曜 18:00 - 18:30（1985年4月7日まで放送）[10]
- 福井放送：火曜 18:00 - 18:30[11]
- 名古屋テレビ：金曜 19:00 - 19:30
- 広島ホームテレビ：日曜 7:25 - 7:55[12][13]
- 瀬戸内海放送：金曜 19:00 - 19:30[12]
- 九州朝日放送：金曜 19:00 - 19:30[14]
- 大分放送
- 宮崎放送：水曜 6:20 - 6:50（本放送終了後かつTBS系へのネットチェンジ後に放送。1981年8月5日第1話放送）[15]
- 鹿児島テレビ：金曜 19:00 - 19:30（1974年11月1日第1話放送、1か月遅れ）[16]

## 映像ソフトについて
本作のオープニングとエンディングは東映ビデオのVHS・LD・DVD『エイケンTVアニメ主題歌大全集』に収録されているが、アニメ本編は映像ソフト化されていない。
かつて東映ビデオから発売・レンタルされていた『エイケンTVアニメグラフィティ』（年代不明、VHS、廃盤）にラインナップされておらず、1986年に東映ビデオから発売・レンタルされた『TVヒーロー主題歌全集 8 エイケン篇』（VHS、廃盤）にもオープニング・エンディング映像は収録されていないが、1999年12月に東映ビデオから発売されたリニューアル版『エイケンTVアニメ主題歌大全集』（VHS、LD、後にDVDも発売）にはオープニング・エンディング映像が収録されている。なお、これに収録されたオープニング映像は、第1話のハイライトシーンが無いバージョンである。

## 漫画
講談社の『テレビマガジン』、『たのしい幼稚園』、『おともだち』、『ディズニーランド』に本作のコミカライズ版が連載されていた。同じエイケン作品である『冒険コロボックル』と同様に、『テレビマガジン』連載版の執筆は永田竹丸が担当した。